# Wilhelm Schur

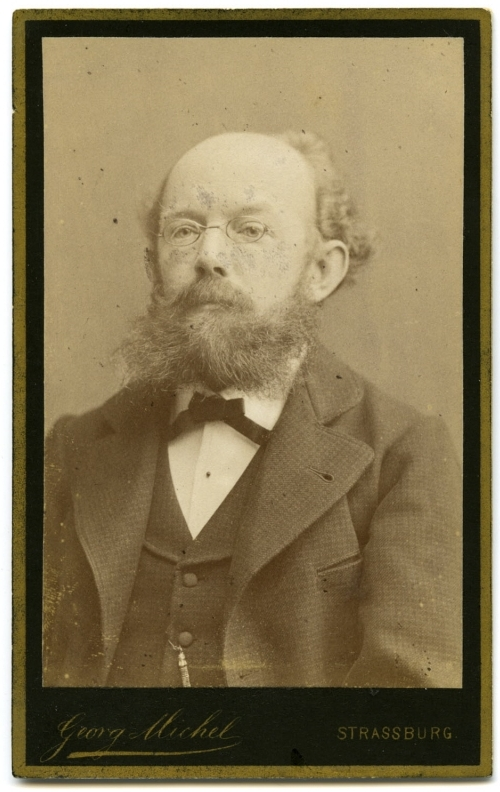
Wilhelm Schur.

Wilhelm Schur (* 15. April 1846 in Altona; † 1. Juli 1901 in Göttingen) war ein deutscher Astronom.
Ab 1873 war Schur an der Straßburger Sternwarte tätig, zuletzt als stellvertretender Direktor. 1874 nahm er an der deutschen Venustransit-Expedition auf Auckland Island teil. 1886 wurde er nach Göttingen als Professor der praktischen Astronomie und als zweiter Nachfolger von Carl Friedrich Gauß zum Direktor der Sternwarte berufen. Er war nach Gauß und Klinkerfues der letzte Sternwartenleiter, der sich der Positionsastronomie widmete. Nach der Modernisierung der Sternwarte beschäftigte er sich hauptsächlich mit der Triangulation von Sternhaufen und veröffentlichte Kataloge der astronomischen Beobachtungen von Wilhelm Klinkerfues und Wilhelm Olbers.

## Leben
Adolph Christian Wilhelm Schur wurde am 15. April 1846 in Hamburg-Altona als Sohn des Weinhändlers Friedrich Wilhelm Schur und seiner Frau Johanna Tormählen geboren.

### Ausbildung
Mit 14 Jahren nahm er an einem Preisausschreiben des pädagogischen Vereins für Schleswig-Holstein und Lauenburg teil und gewann für die Lösung mathematischer Aufgaben einen kleinen Preis. Als Enkel von Adolph Cornelius Petersen, dem kommissarischen Leiter der Sternwarte Altona, fand er auch nach dem Tod des Großvaters Zugang zur Sternwarte, wo er Gelegenheit hatte, zwischen 1860 und 1862 unter dem Observator Heinrich Wilhelm Theodor Seeling einfache astronomische Beobachtungen und Berechnungen anzustellen. Bis 1864 besuchte er die Polytechnische Vorbildungsanstalt in Hamburg.
Für das Sommersemester 1864 schrieb sich Schur an der Universität Kiel ein, wo er Vorlesungen über Mathematik und Astronomie bei Georg Daniel Eduard Weyer, in Physik bei Gustav Karsten und in Philosophie bei Friedrich Harms hörte. Ab dem Wintersemester 1864/1865 bis zum Sommersemester 1867 besuchte er die Universität Göttingen. Seine Lehrer waren in der Mathematik Moritz Stern und Karl Hattendorff, in der Physik Wilhelm Eduard Weber und in der Astronomie „genoss er den besonders im engeren persönlichen Verkehr anregenden Unterricht von Wilhelm Klinkerfues“. Im April 1867 veröffentlichte er in den „Astronomischen Nachrichten“ seine erste astronomische Arbeit „Bahnbestimmung des Doppelsterns Σ 3062“. Im Oktober 1867 erwarb er mit der Dissertation „Untersuchungen über die Bahn des Doppelsterns 70 p Ophiuchi“ den Doktorgrad. Für das Wintersemester 1867/1868 wechselte er an die Berliner Universität, wo er Vorlesungen in Astronomie bei Arthur von Auwers und Wilhelm Foerster und in Physik bei Heinrich Wilhelm Dove, Johann Christian Poggendorff und Georg Quincke besuchte.

### Berufsleben

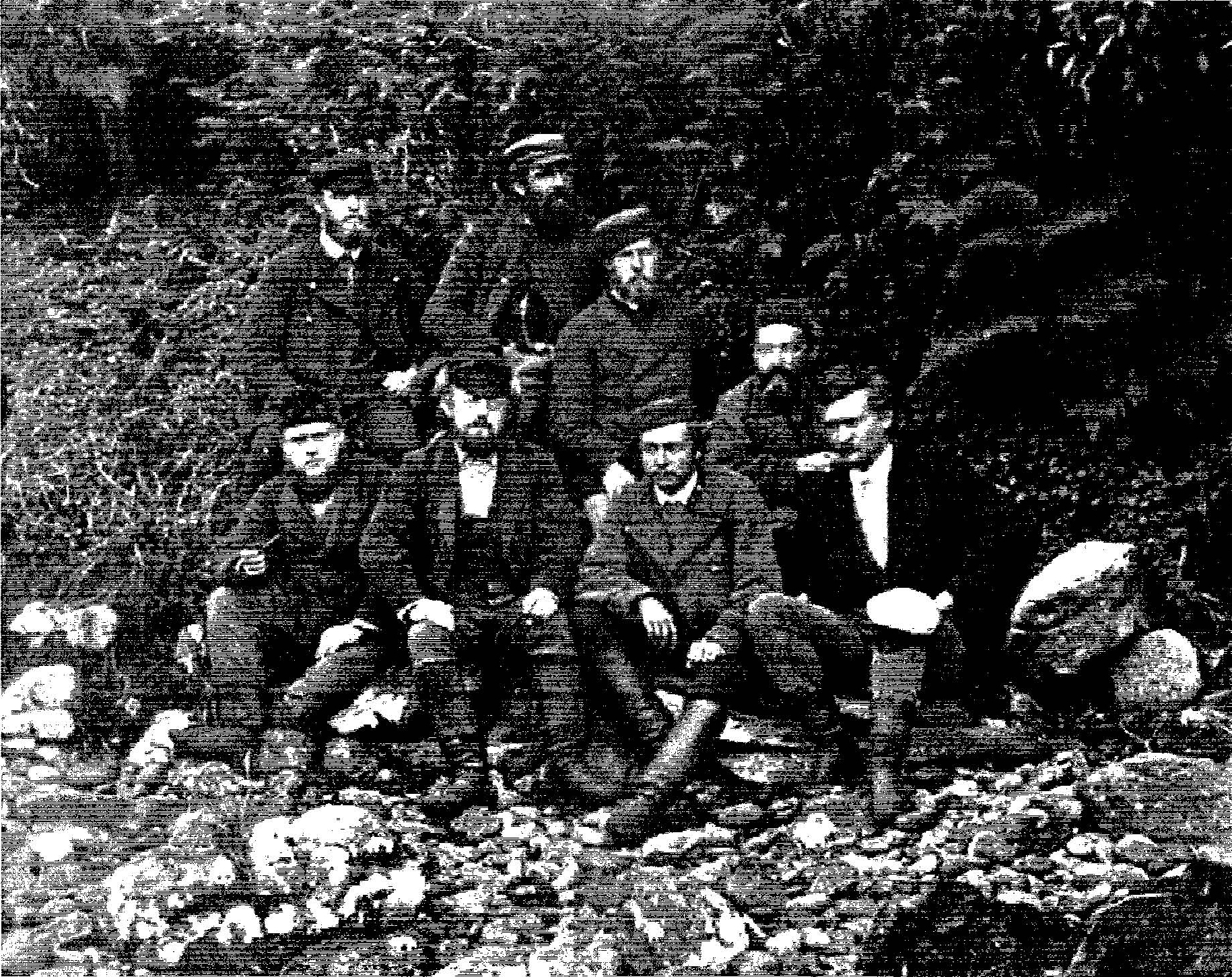
Mitglieder der Venustransit-Expedition, 2. vorn links: Wilhelm Schur.

Von November 1868 bis Ende 1872 war Schur als Assistent im Zentralbüro der Europäischen Gradmessung (ab 1870 Königlich Preußisches Geodätisches Institut) mit Triangulierungsarbeiten in Mitteldeutschland beschäftigt.

#### Venustransit
Da Schur an den Beobachtungen des Venustransits 1874 teilnehmen wollte, gab er Ende 1872 seine Stelle auf, arbeitete vorübergehend an der Berliner Sternwarte und ging im Juli 1873 nach Straßburg, wo er als Assistent an der Sternwarte eingestellt wurde. Unter dem Direktor der Straßburger Sternwarte Friedrich Winnecke nahm er an den Vorarbeiten für die Expedition teil. Die Expedition brach im Juli 1874 auf und kam Mitte Oktober am Beobachtungsort auf Auckland Island im Nordosten Neuseelands an. Nach der Beobachtung des Venustransits am 9. Dezember stellten die Expeditionsteilnehmer noch eine Reihe von Abschlussmessungen an, bevor sie im März 1875 die bis Juni dauernde Rückreise antraten. Insgesamt dauerte die Expedition 111 Tage.

#### Straßburg
Nach seiner Rückkehr von der Expedition trat Schur wieder in seine Stelle an der Straßburger Sternwarte ein, wurde 1877 zum Observator befördert, und als Winnecke 1882 erkrankte, übernahm er als stellvertretender Direktor die Leitung der Sternwarte. Er führte die instrumentelle Einrichtung der neu erbauten Sternwarte zu Ende und stellte extensive Beobachtungs- und Messreihen am Passageninstrument und den Heliometern der Sternwarte an. Wissenschaftlich arbeitete er in dieser Zeit an der Bestimmung von Kometenbahnen und über den Lichtwechsel veränderlicher Sterne.
Im Sommer 1875 nahm er an der telegraphischen Längenbestimmung Strassburg-München-Wien teil. 1881 habilitierte er sich an der Universität Straßburg mit der Schrift „Bestimmung der Masse des Planeten Jupiter aus Heliometer-Beobachtungen der Abstände seiner Satelliten“.

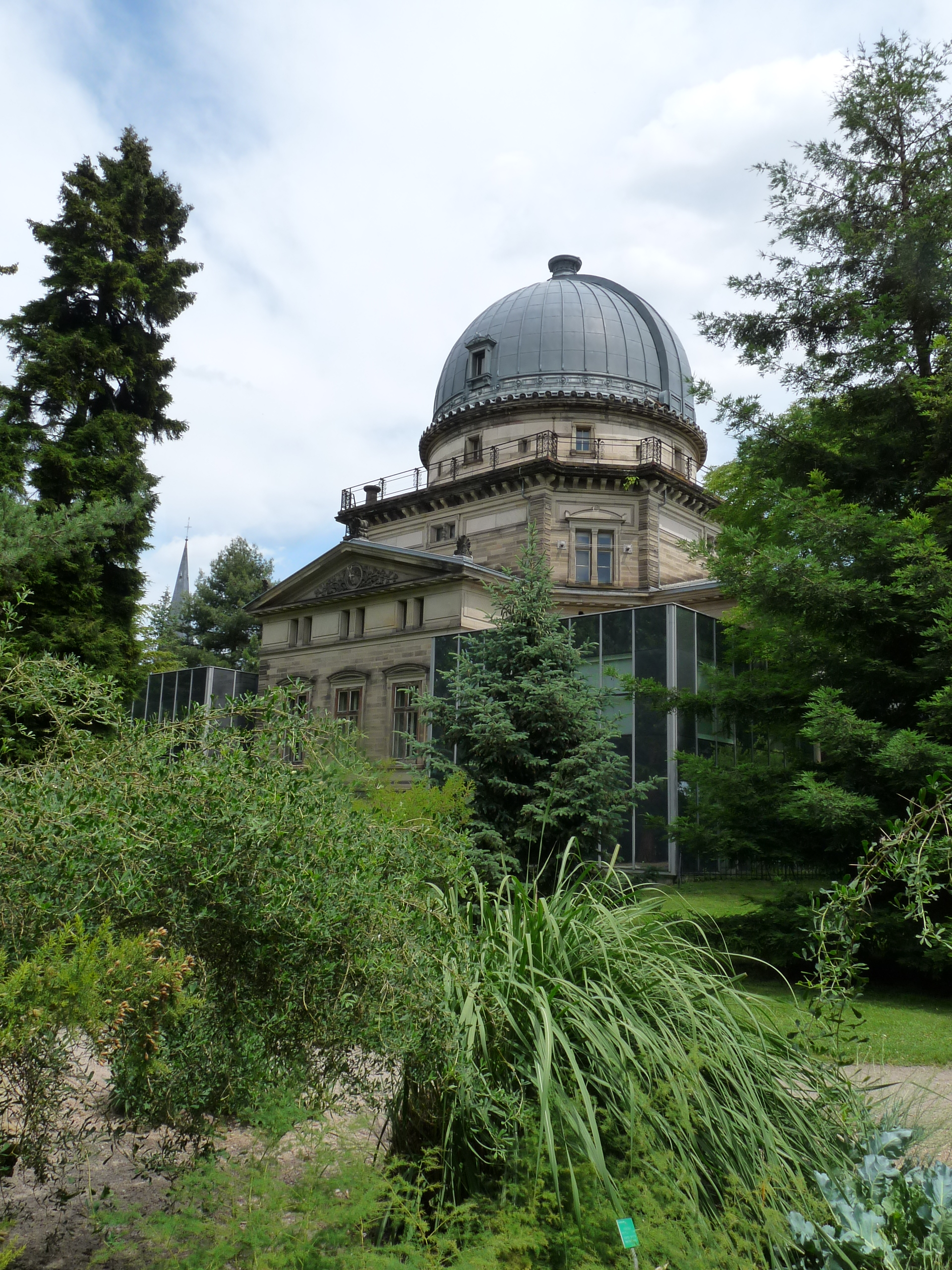
Sternwarte Straßburg, 2009.
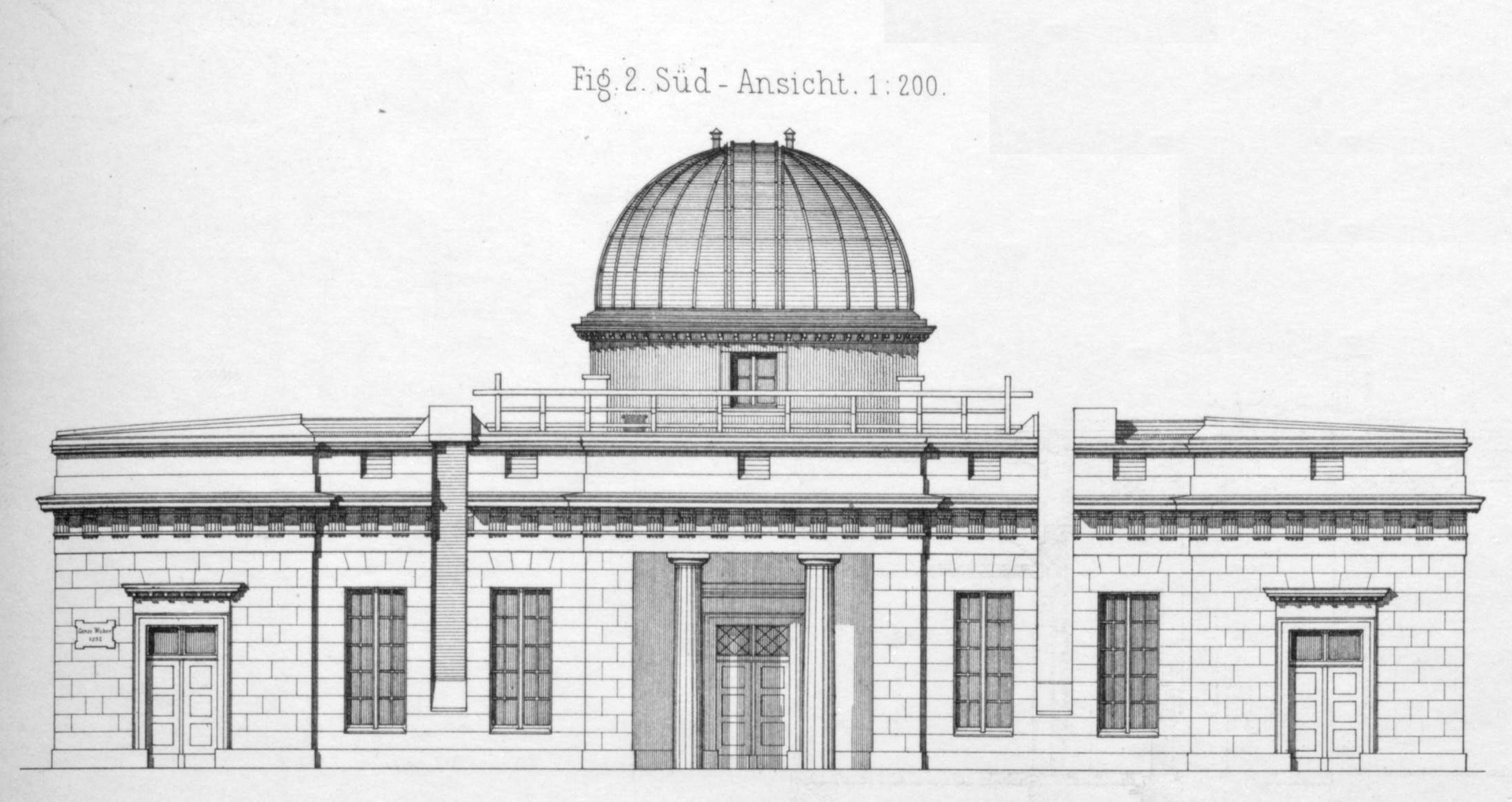
Göttinger Sternwarte, 1887.
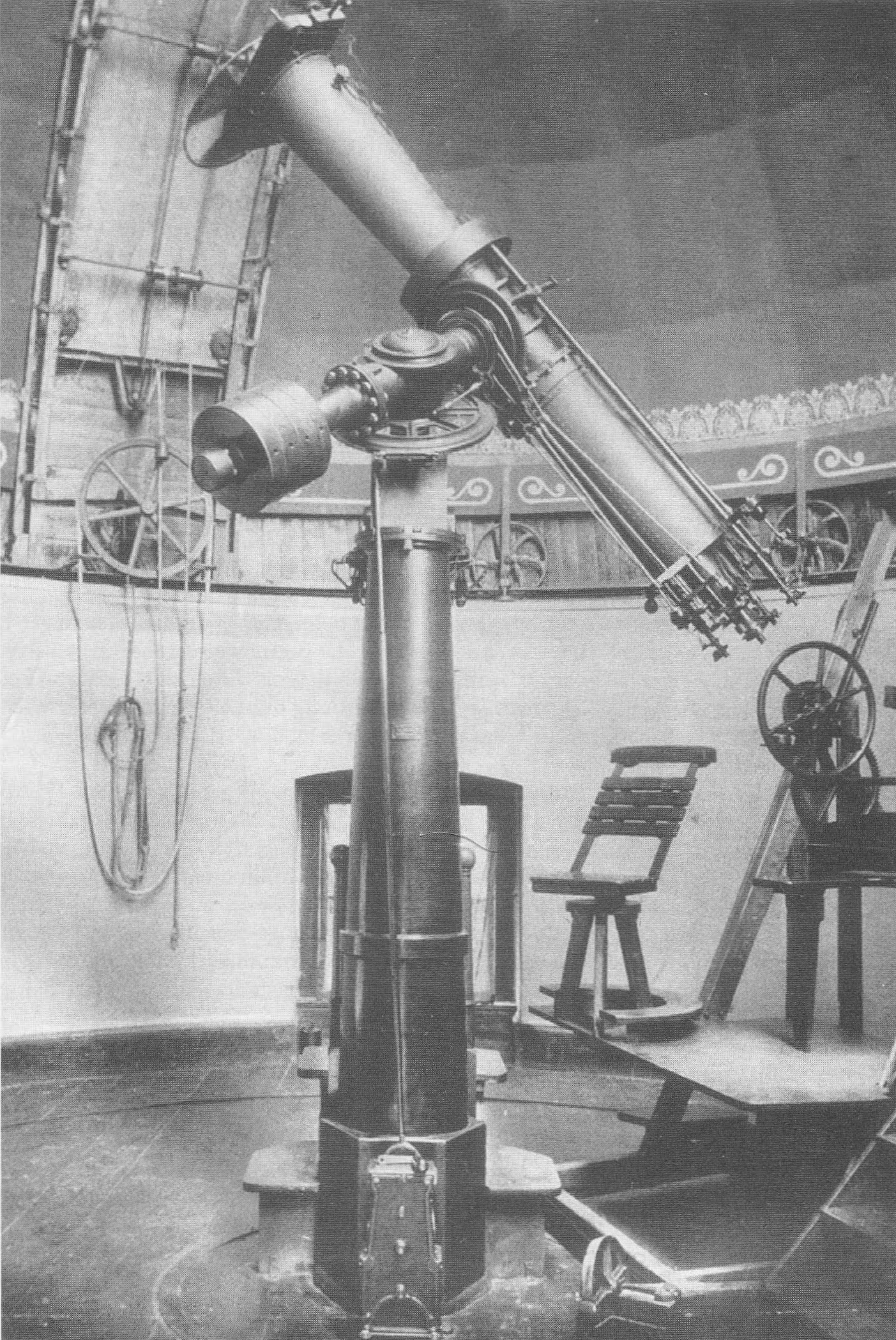
Großes Repsoldsches Heliometer, 1888.
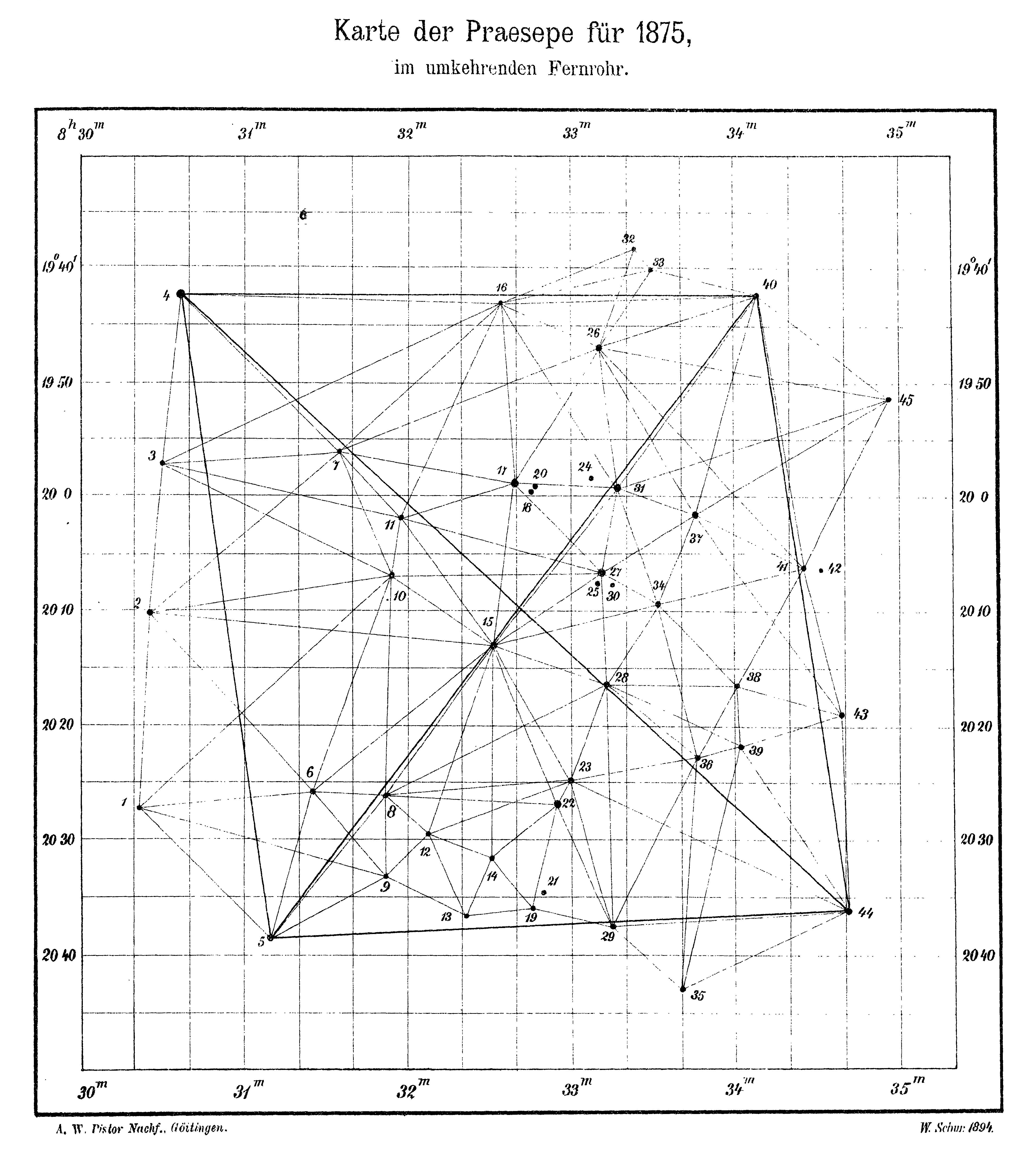
Triangulation der Praesepe, 1895.

#### Göttingen
Zu Ostern 1886 wurde Schur an die Universität Göttingen als ordentlicher Professor der praktischen Astronomie und als zweiter Nachfolger von Carl Friedrich Gauß zum Direktor der Sternwarte berufen.
Unter Schur fand 1887/1888 „ein beinahe vollständiger Umbau“ der Sternwarte statt, „bei welchem nahezu nur die Mauern erhalten blieben“. Insbesondere wurden die Dachkonstruktionen der Meridiansäle erneuert, und die veraltete Drehkuppel wurde durch eine neue ersetzt. Zusammen mit einem Assistenten erstellte Schur in anderthalb Jahren bis 1899 die Kataloge für die über 11000 Bücher und Broschüren der Sternwartenbibliothek, „womit zum ersten Male seit 44 Jahren die Bibliothek in geordnetem Zustand erscheint“. Im Gegensatz zu seinem Vorgänger Wilhelm Klinkerfues gelang es ihm, die unzulängliche Geräteausstattung der Sternwarte zu modernisieren. Ende 1888 schaffte er ein neues Hauptinstrument an, einen großen Repsoldschen Heliometer. In den folgenden Jahren widmete Schur den Beobachtungen mit diesem Instrument seine ganze Arbeitskraft. Zu seinen wichtigsten Arbeiten gehörte die Triangulation der Praesepe (1889–1893) und der beiden Sternhaufen h Persei und χ Persei (1891–1896). Die Ausmittelung der Resultate seiner Praesepe-Messungen führte zu 123 Gleichungen mit 74 Unbekannten, die er nach Gauß’ Methode der kleinsten Quadrate auflöste, eine gewaltige Rechenarbeit, die ihn 10 Wochen lang in Anspruch nahm.
Neben seinen eigenen Forschungen widmete Schur sich in Göttingen auch astronomie-historischen Aufgaben. 1891 gab er einen Sternkatalog mit 6000 Sternörtern heraus, die sein Lehrer Wilhelm Klinkerfues 1858 bis 1869 bei seinen Zonenbeobachtungen ermittelt hatte. 1899 veröffentlichte er einen Katalog neu reduzierter Beobachtungen von Kometen und Kleinplaneten, die Wilhelm Olbers von 1795 bis 1831 angestellt hatte. Zum 150-jährigen Jubiläum der Königlichen Gesellschaft der Wissenschaften zu Göttingen im Jahr 1901 verfasste er in seinen letzten Lebensjahren einen geschichtlichen Überblick über die Entwicklung der Astronomie im Königreich Hannover und angrenzenden Gebieten.
Zu Anfang des Jahres 1901 zeigten sich bei Wilhelm Schur Anzeichen einer schweren Magenkrebs-Erkrankung, die ihn ans Zimmer fesselte, sodass er seine Arbeiten nur noch teilweise fortsetzen konnte. Am 1. Juli 1901 erlöste den 55-Jährigen ein sanfter Tod von seinen Leiden.

## Familie
Während seiner Straßburger Zeit heiratete Wilhelm Schur am 29. September 1883 Lucie (Gertrud Wilhelmina) Thorn (* 1852 Neuwied), die älteste Tochter eines praktischen Arztes in Neuwied. Die Ehe blieb kinderlos.
Wilhelm Schurs Vater war der Altonaer Weinhändler Friedrich Wilhelm Schur (1817–1865), seine Mutter war Johanna Helene Antoinette Thormälen (* 1820). Schurs Großvater väterlicherseits war der aus Berlin gebürtige Apotheker Johann Carl Andreas Schur, der 1796 nach Altona kam und dort eine Seifenfabrik gründete. Seine Witwe heiratete 1832 den Astronomen Adolph Cornelius Petersen, den kommissarischen Leiter der Sternwarte Altona und Mitherausgeber der „Astronomischen Nachrichten“, der damals 7 Jahre alt war.

## Persönlichkeit
1898 wurde Martin Brendel als Professor für Theoretische Astronomie und Geodäsie nach Göttingen berufen. In den drei Jahren bis zu Wilhelm Schurs Tod lernte er diesen im persönlichen Umgang als äußerst gewissenhaften und liebenswerten Kollegen kennen:
„… waren Schur’s hervorragendste Charaktereigenschaften ein eiserner Fleiss und eine gänzliche Hingabe an die von ihm unternommenen Arbeiten; was er sich einmal vorgenommen hatte, führte er mit unermüdlicher Pflichttreue aus. Für seine Person kannte er keine Schonung; er hielt die zahlreichen von ihm eingerichteten Dienststunden am allerpeinlichsten für sich selbst inne. …Dabei war es für ihn eine Genugthuung, um nicht zu sagen ein Bedürfniss, wenn auch andere um ihn herum mit demselben Eifer thätig waren. Der Unterzeichnete erinnert sich lebhaft, wie schwer es zuweilen war, ihn von seinem Arbeitstisch zu einem Spaziergange loszureissen, dessen er doch zu seiner Erholung dringend bedurfte, namentlich in der Zeit, wo seine Gesundheit schon etwas angegriffen war. So pflichttreu Schur bei seiner stillen Arbeit war, ebenso bescheiden war er auch in seinem äusseren Auftreten. Niemals hat er sich bemüht, irgendwie mit seiner Person hervorzutreten. Wer Gelegenheit hatte, ihn nahe genug kennen zu lernen, der konnte sich überzeugen, dass unter seinem stillen Aeusseren eine seltene Herzensgüte verborgen war.“
Auch Wilhelm Schur litt an der seit 1868 bestehenden Zweiteilung der Sternwartenleitung, die erst mit dem Tod von Ernst Schering 1897 aufgehoben wurde. In einem Nachruf auf Schering schrieb er:
„Ungeachtet mancher durch die Zweitheilung der Sternwarte hervorgerufenen Schwierigkeiten war das Zusammenleben des Verstorbenen und des Unterzeichneten während eines Zeitraumes von mehr als elf Jahren ein durchaus freundschaftliches.“

## Mitgliedschaften und Ehrungen
- 1866: Mitglied der Astronomischen Gesellschaft.[24]
- 1882: Mitglied der Deutschen Mathematiker-Vereinigung.[25]
- 1883: Damoiseau-Preis der Pariser Akademie der Wissenschaften.[26]
- 1885: Mitglied der Deutschen Akademie der Naturforscher Leopoldina.[27]
- 1893: Ordentliches Mitglied der Göttinger Akademie der Wissenschaften.[28]
- 1898: Foreign Associate der Royal Astronomical Society in London.[29]

## Veröffentlichungen
Ausführliche Werkverzeichnisse: Veröffentlichungen von Schur im Astrophysics Data System, #Meyermann 1901.
- Wilhelm Schur: Bahnbestimmung des Doppelsterns Σ 3062. Von Herrn Stud. W. Schur. In: Astronomische Nachrichten, Band 69, 1867, S. 49–54, download.digitale-sammlungen.de (PDF).
- Wilhelm Schur: Untersuchungen über die Bahn des Doppelsterns 70 p Ophiuchi. Inaugural-Dissertation zur Erlangung der philosophischen Doctorwürde an der Universität Göttingen von Wilhelm Schur aus Altona. Altona : Hammerich & Lesser, 1867, books.google.de (PDF).
- Wilhelm Schur: Tagebuch während der Reise zur Beobachtung des Venus-Durchgangs im Jahre 1874. Handschrift. Ohne Ort, 1874.
- Wilhelm Schur: Bestimmung der Masse des Planeten Jupiter aus Heliometer-Beobachtungen der Abstände seiner Satelliten. Halle : Blochmann, 1882.
- Wilhelm Schur (Herausgeber); Wilhelm Klinkerfues: Stern-Catalog, enthaltend 6000 Sternörter für 1860.0 nach den von Wilhelm Klinkerfues in den Jahren 1858–1869 angestellten Zonenbeobachtungen. Göttingen, 1891, books.google.de (PDF).
- Wilhelm Schur; August Winnecke: Die Oerter der helleren Sterne der Praesepe aus den am grossen Heliometer in Göttingen und den in früherer Zeit von Professor Winnecke am Bonner Heliometer angestellten Beobachtungen abgeleitet von Dr. Wilhelm Schur, Professor der Astronomie und Director der Sternwarte. Göttingen : Dieterich, 1895, adsbit.harvard.edu (PDF).
- Wilhelm Schur: Todes-Anzeige Ernst Christian Julius Schering. In: Astronomische Nachrichten, Band 145, 1897, S. 31.
- Wilhelm Schur: Ableitung relativer Oerter des Mondes gegen die Sonne, aus heliometrischen Messungen von Sehnenlängen, ausgeführt auf der Sternwarte zu Göttingen während der partiellen Sonnenfinsternisse von 1890 Juni 16/17 (Beobachter: Schur, Ambronn und Hayn) und von 1891 Juni 6 (Beobachter: Schur). Berlin : Weidmann, 1898,  (PDF).
- Wilhelm Schur: Neue Reduktion der von Wilhelm Olbers im Zeitraume von 1795 bis 1831 auf seiner Sternwarte in Bremen angestellten Beobachtungen von Kometen und kleinen Planeten ; Nach den Originalmanuskripten berechnet von Wilhelm Schur und Albert Stichtenoth in Göttingen. Berlin : J. Springer, 1899, goobi.tib.eu (PDF).
- Wilhelm Schur: Vermessung der beiden Sternhaufen h und χ Persei mit dem sechszölligen Heliometer der Sternwarte in Göttingen verbunden mit einer Uebersicht aller bis zum Jahre 1900 ausgeführten Instrumental-Untersuchungen : Mit einer Sternkarte ; Vorgelegt in der Sitzung am 3. Februar 1900 von Wilhelm Schur. Göttingen : Dieterich, 1900,  (PDF).
- Wilhelm Schur: Beiträge zur Geschichte der Astronomie in Hannover. In: Festschrift zur Feier des hundertfünfzigjährigen Bestehens der Königlichen Gesellschaft der Wissenschaften zu Göttingen. Beiträge zur Gelehrtengeschichte Göttingens. Weidmann, Berlin 1901, S. 89–152.
- Wilhelm Schur; Leopold Ambronn: Die Messungen des Sonnendurchmessers an dem Repsold’schen 6-zölligen Heliometer der Sternwarte zu Göttingen. Ausgeführt von W. Schur und L. Ambronn. Bearbeitet von L. Ambronn. Berlin : Dieterich, 1905, adsbit.harvard.edu (PDF).

Übersetzungen
- Richard Proctor: Unser Standpunkt im Weltall. Autorisirte deutsche Ausgabe von Richard A. Proctor’s „Our place among infinities“. Herausgegeben und mit Anmerkungen versehen von Dr. Wilhelm Schur, Assistent an der Kaiserlichen Universitäts-Sternwarte zu Straßburg. Heilbronn : Henninger, 1877, books.google.de.